# Duedal Bjerg (Silkeborg)
Duedal Bjerg er en 117 m høj bakke, der ligger som det højeste sted i skoven i Thorsø Bakker, ca. 350 m mod syd i Thorsøs østlige ende. I luftlinie er det endvidere ca. 500 m. nordvest for den store landejendom Voldbygård. 
Bakken tager sig trods skovens dække ganske imponerende ud fra Virklund, og er sandsynligvis den stejleste bakkeskrænt over en længere strækning i Danmark, hvis man ser bort fra forskellige kystformationer som f. eks Møns klint. Selve bakken er på toppen at betragte som en stor højslette.
Duedal Bjerg nævnes allerede på de førstkendte kort over Virklund bys jorder fra 1795, der omfatter hele Them Sogn. Endvidere forekommer det på sognekort fra 1872 og er med på de første geodætiske kort fra 1876. I turistmæssig sammenhæng nævnes det første gang af A. Fabricius i "Himmelbjergegnen" fra 1886 og i "Kort og Fører" fra turistforeningen er Duedalsbjerget nævnt i i 1891.
Ud fra samtidige kort ser det ud til, at bakken bliver skovdækket i 1800- tallets sidste halvdel.  Allerede i 1886 nævner Fabricius således, at høje træer skærmer for store dele af den ellers storartede udsigt over Thorsø med Vesterskov bagved. Visse steder har der været muligt af se i nordlig retning til de omkringliggende sogne.
Stednavnet Duedal ses også flere andre steder i landet og refererer formodentlig til, at der i ældre tider har været  en stor forekomst af skovduer.
I 1926 anlagdes en efter danske forhold imponerende kælkebane i Nordskoven ved Dronningestolen. Da moden skiftede til skiløb, anlagdes en skihopbakke på Duedal Bjerg. Ingen steder i det indre Danmark, ikke engang ved Himmelbjerget, finder man over en strækning på 330 m et fald i terrænet på næsten 95 m. I 1941 blev Silkeborg Skiklub stiftet, og i marts 1944 overgav entrepenøren det opbyggede anlæg med  skihopbakke og forskellige huse til klubben. Skihoppet blev opgivet i 1955.
Duedal Bjerg er et af de 15 "bjerge" i  Søhøjlandet, som er omtalt på hjemmesiden bestigbjerge (Webside ikke længere tilgængelig).
|  | Denne artikel om lokaliteten Duedal Bjerg (Silkeborg) kan blive bedre, hvis der indsættes et (bedre) billede. Du kan hjælpe ved at afsøge Wikimedia Commons for et passende billede eller lægge et op på Wikimedia Commons med en af de tilladte licenser og indsætte det i artiklen. |

56°7′15.3″N 9°32′59.2″Ø / 56.120917°N 9.549778°Ø